# Икона «Собор Синайских святых»
Икона «Собор Синайских святых» — икона, хранящаяся в Раифском монастыре святого Георгия в городе Эт-Тур (Египет).

## Элементы иконы

### Синайская гора
В центре композиции изображены скалистые горы с названиями и сценами, связанными с библейскими и историческими событиями, происходившими на Синае.
На самой высокой скале («Гора Хорив») изображен пророк Моисей, принимающий скрижали с Десятью заповедями от Бога, как описано в книге Исход.
Справа от вершины изображены ангелы, несущие тело Святой Екатерины

### Богородица
На переднем плане, в центре, изображена Богородица с Младенцем Христом. Богородица окружена пламенем, символизирующим Неопалимую Купину.
Над образом Богородицы надпись на греческом:
Χαῖρε Εὐάνθεμον Βλάστημα Ἐκ τοῦ βάτου (Радуйся, цветущий побег от тернового куста)

Под образом Богородицы надпись на греческом:
Ἡ Ἀκατάφλεκτος Βάτος (Неопалимая Купина)

### Образы в центральной части иконы
Рядом с Богородицей изображены пророки и святые, молящиеся и благословляющие:
- слева вверху изображен (предположительно) пророк Наум
- справа вверху изображен — пророк Илия в пещере
- слева от Богородицы изображен первосвященник Аарон
- справа от Богородицы изображен Ор
- слева внизу изображен пророк Моисей, снимающий обувь с ног (Исх. 3:5). Над головой Моисея надпись: Ὁ Προφήτης Μωϋσῆς Προ τοῦ βάτου (Пророк Моисей перед терновым кустом)

Внизу в виде крепости изображен монастырь Святой Екатерины. Над ним надпись на греческом Τὸ Ἱερὸν Μοναστήριον (Священный монастырь)

### Монахи и святые
На склонах гор изображены кельи и фигуры монахов в молитвенных позах, отражающих аскетическую жизнь.
По бокам иконы изображены крупные фигуры святых подвижников, связанных с Синаем.
В нижней части иконы представлены ряды святых, включая монахов и подвижников. Это может быть как изображение исторических личностей, так и аллегорическое представление духовной жизни.

### Чудеса и природа
В нижней части можно увидеть изображения верблюдов, а также сцену, где святой кормит льва.
В левой верхней части иконы изображен святой, которому служит леопард (надпись τιποτακτική λεοπάρδαλις)

## Фрагменты иконы
фотографии в высоком разрешении:

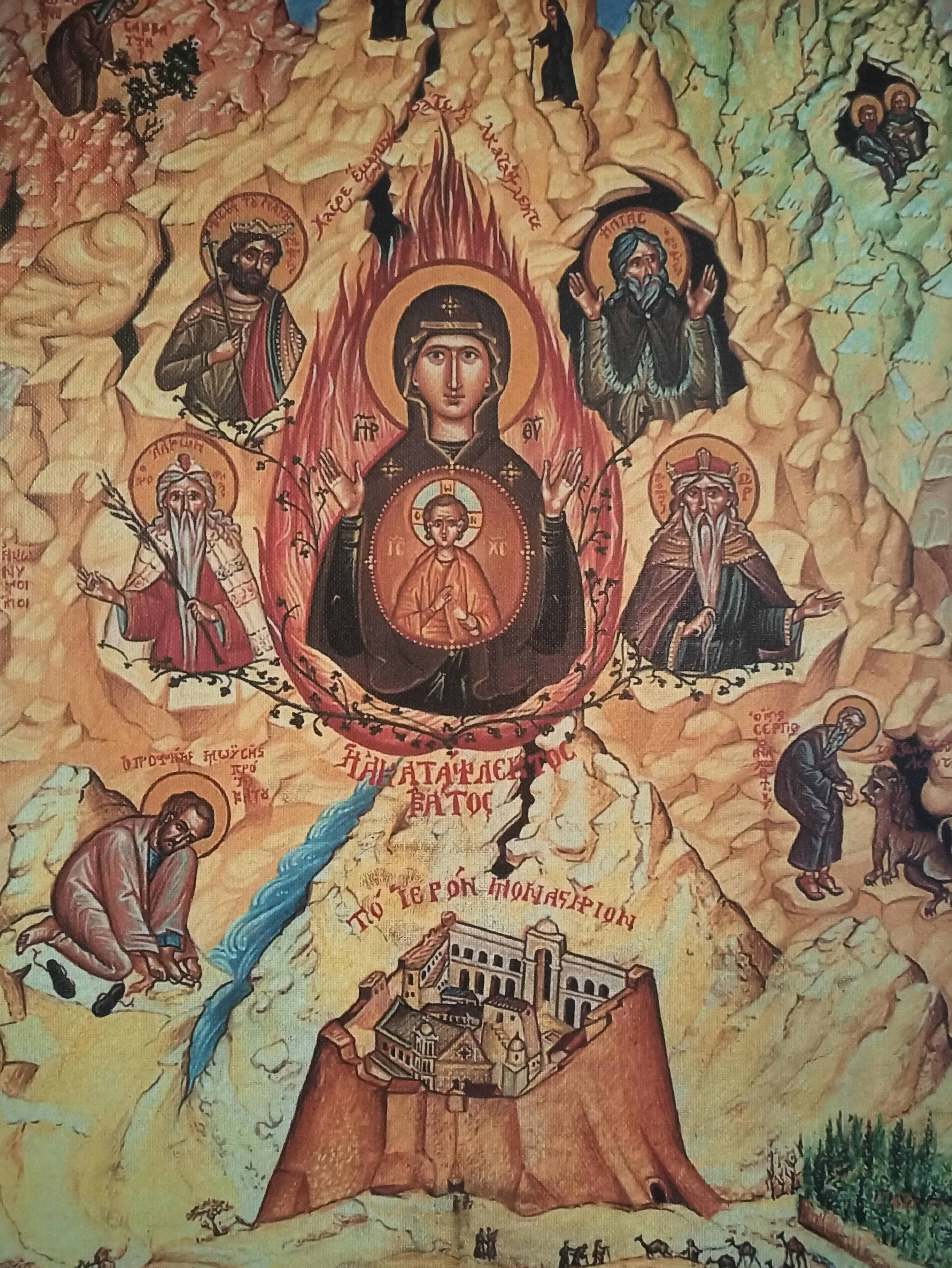
Собор синайских святых (центр)
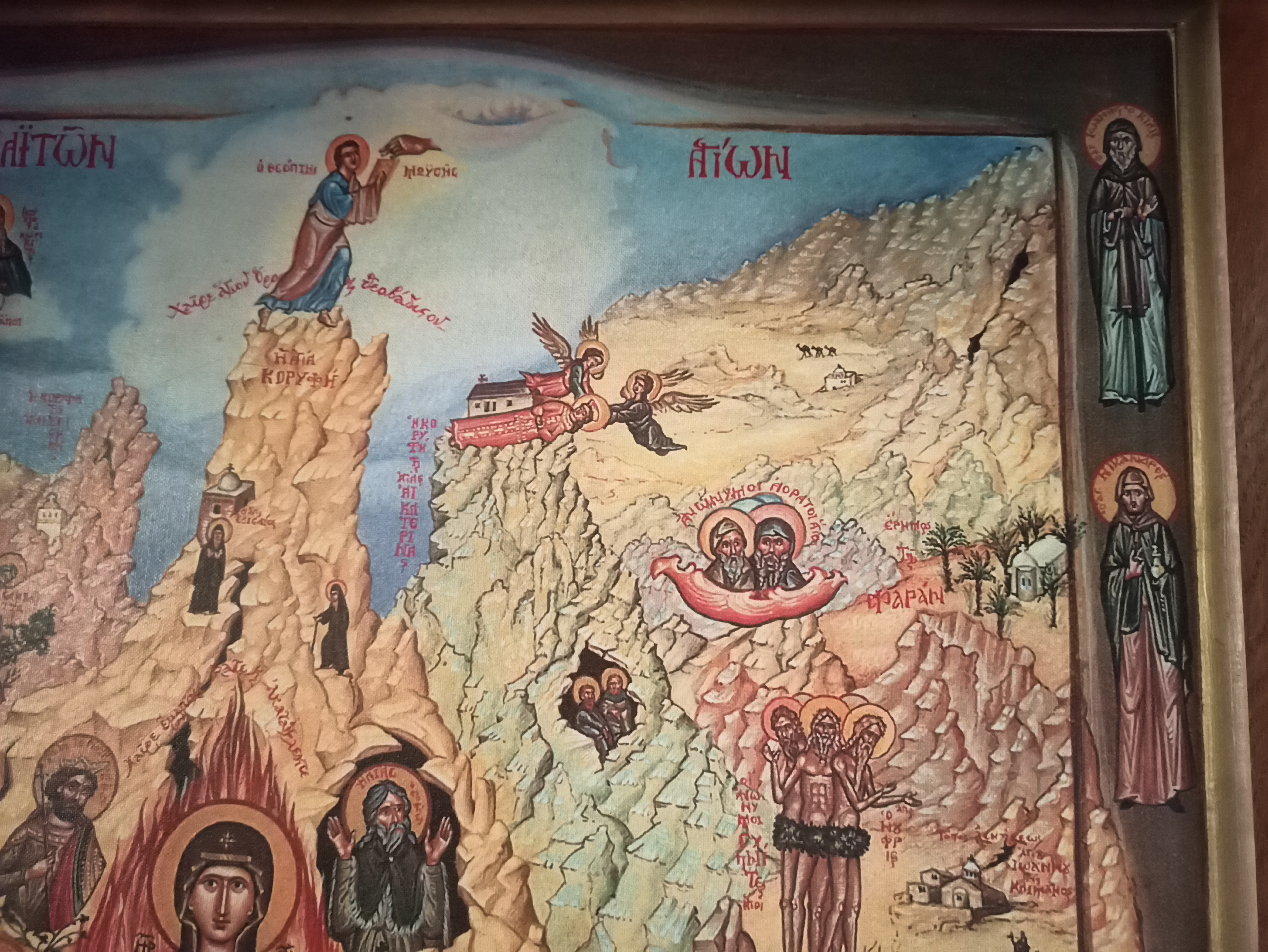
Собор синайских святых (верх-право)
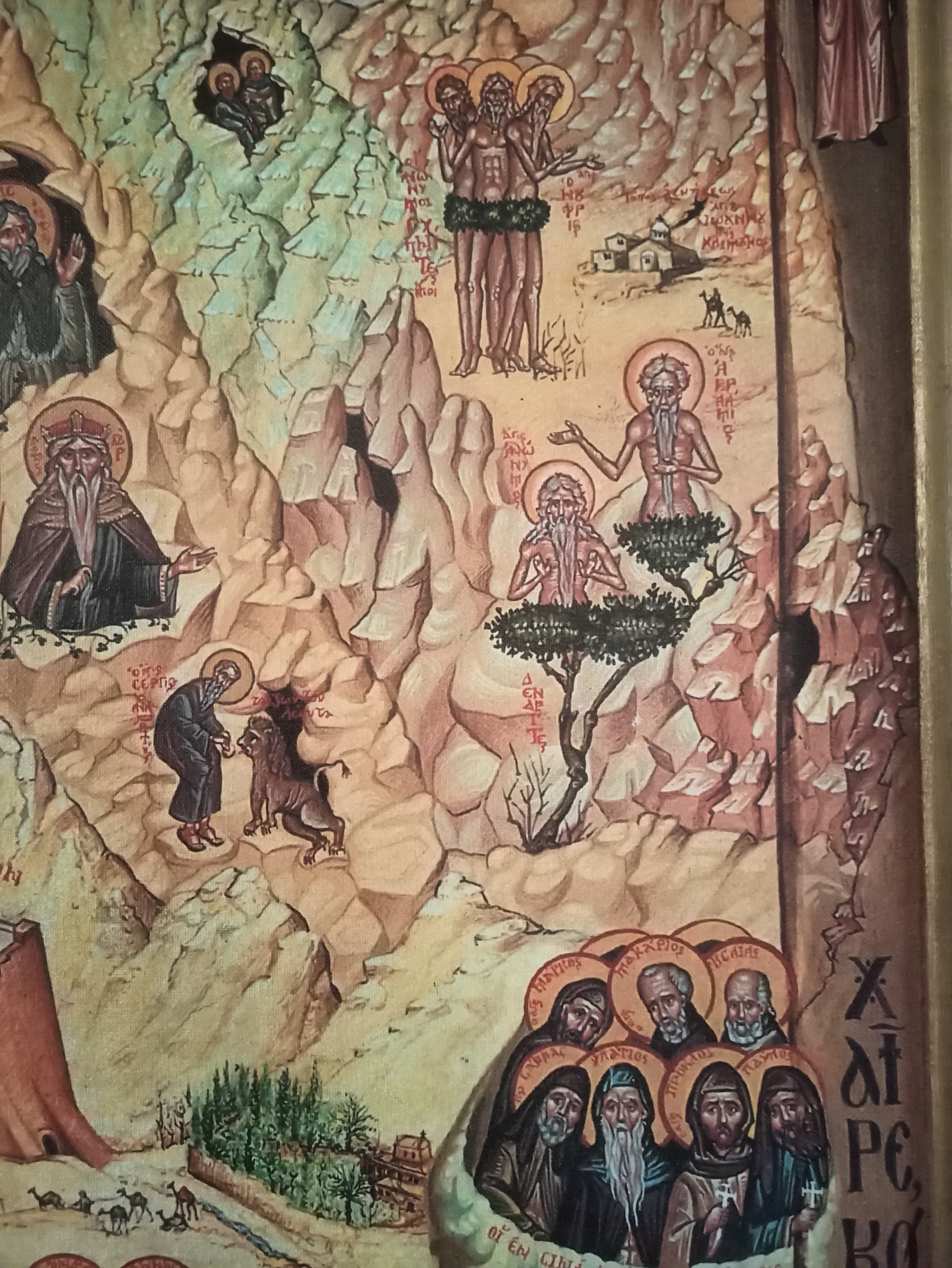
Икона Собор Синайских святых (середина-право)
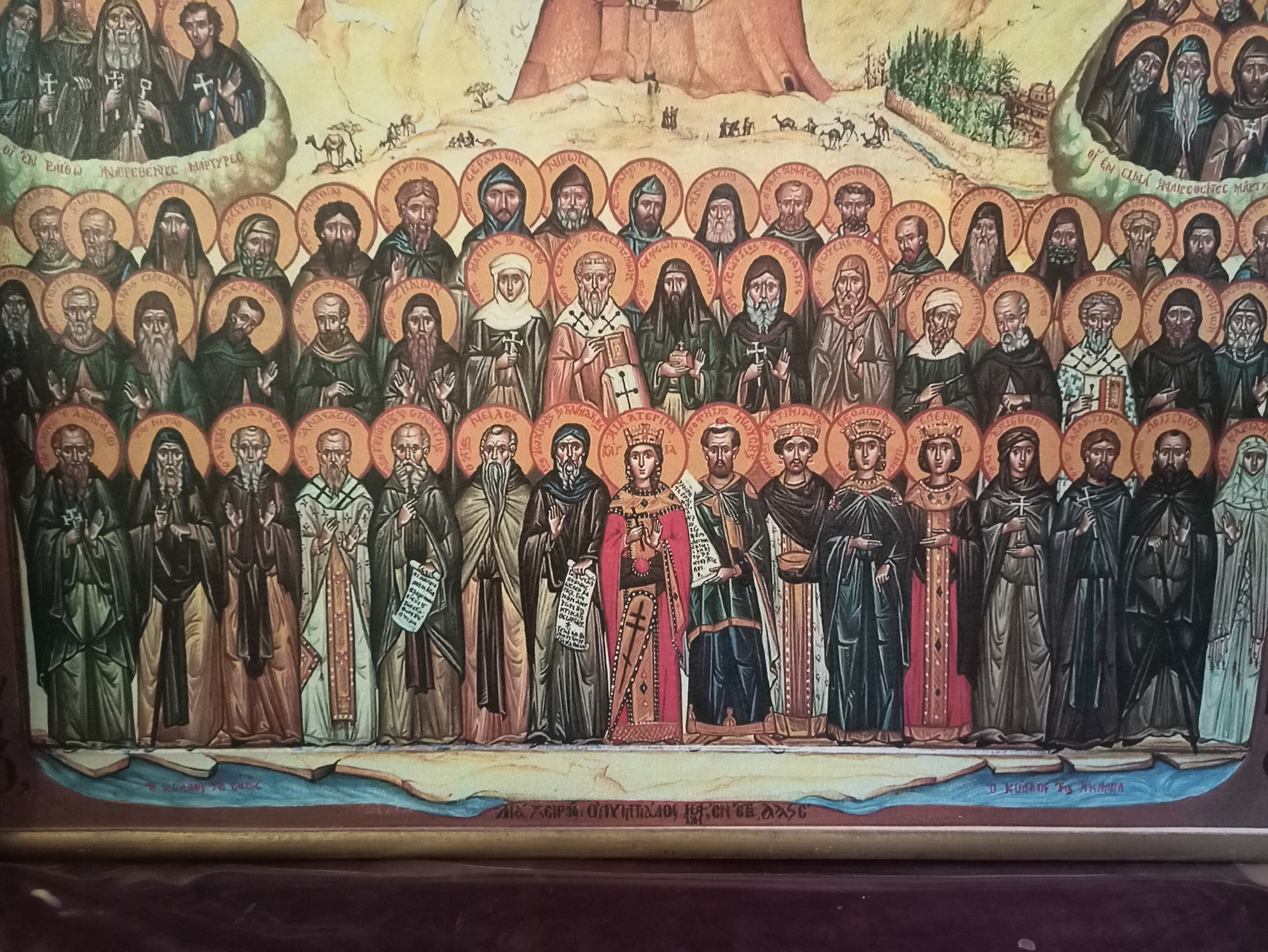
Икона Собор синайских святых (низ)
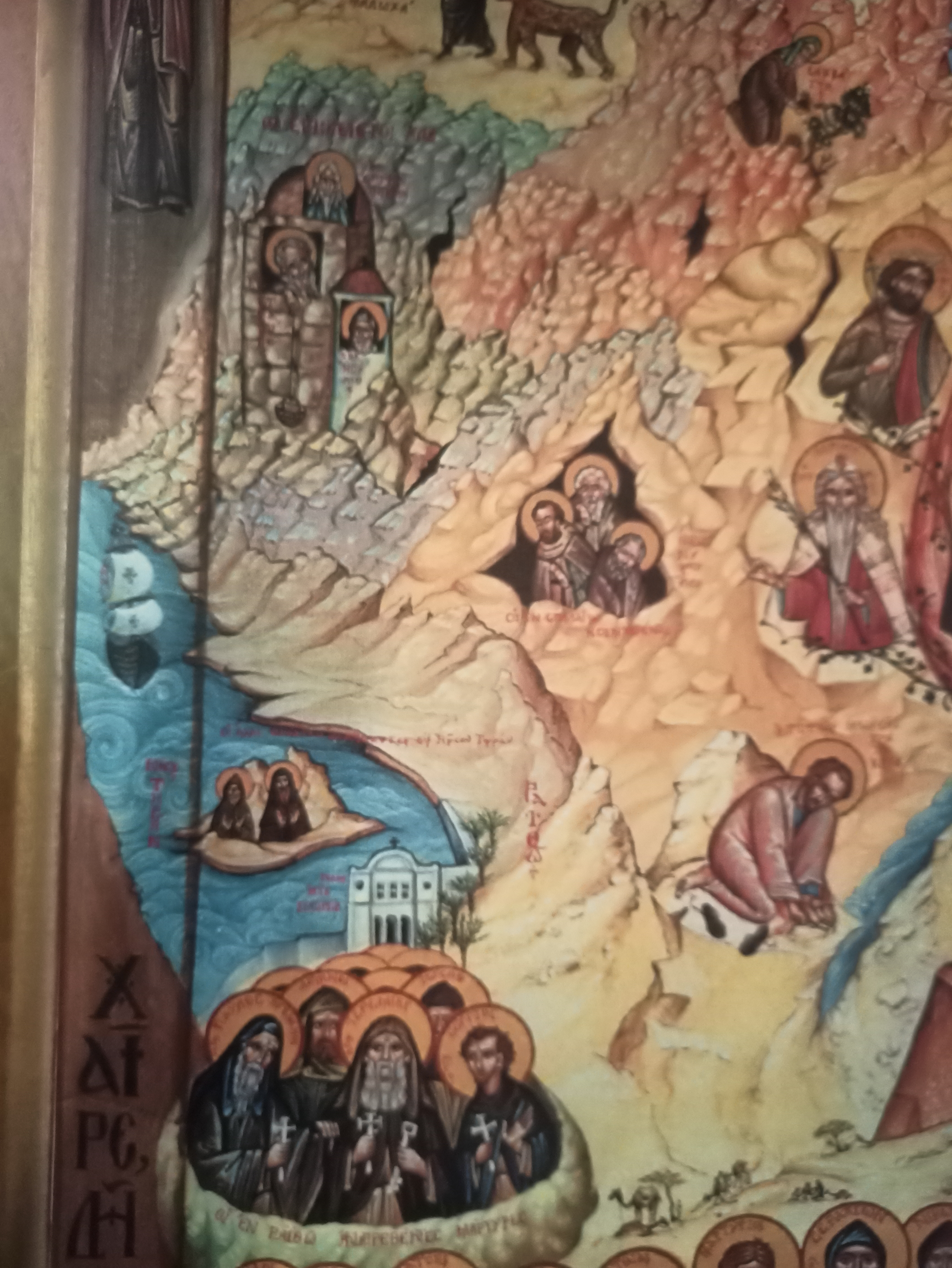
Икона Собор Синайских святых (середина-лево)
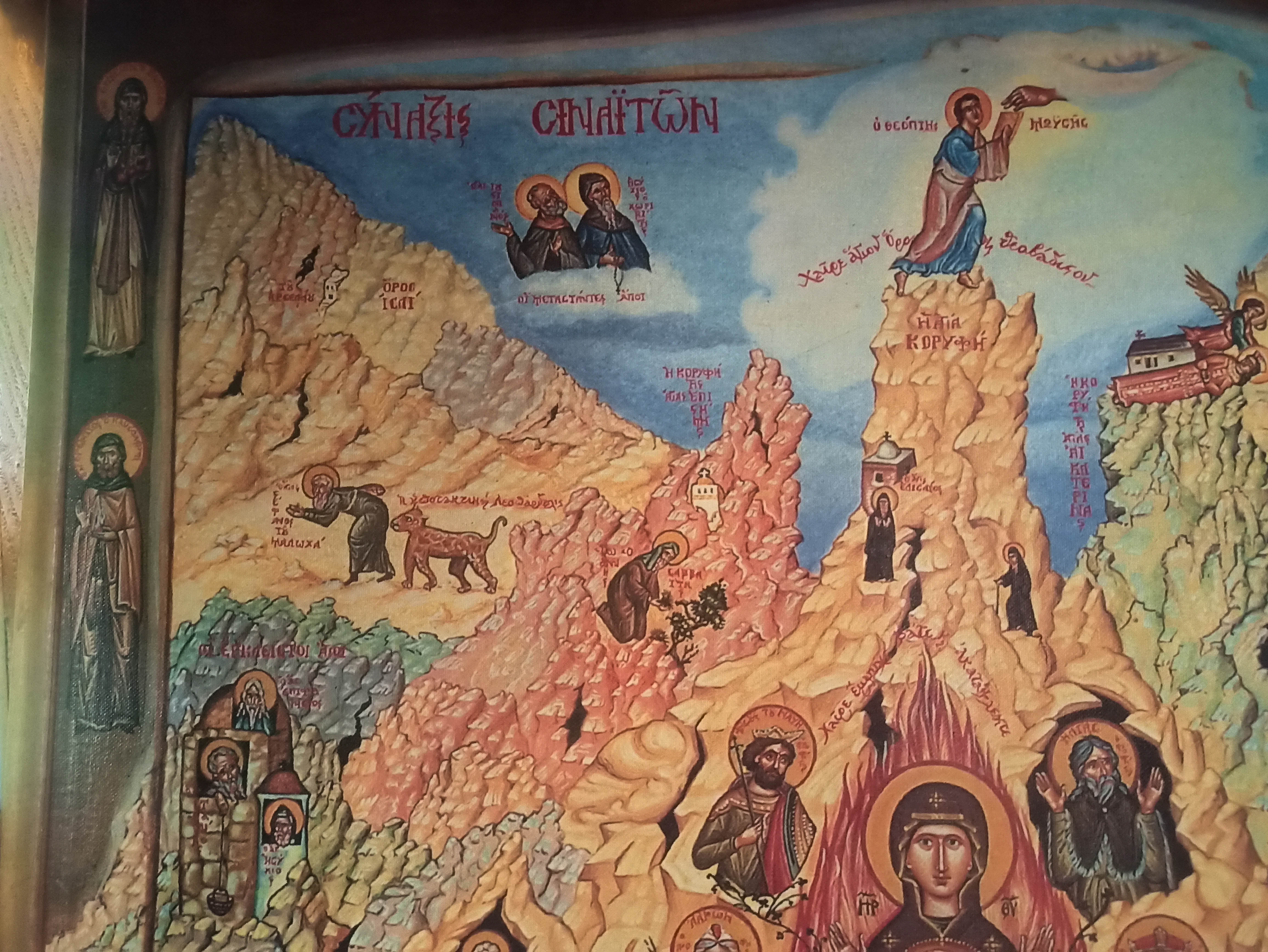
Икона "Собор синайских святых" (верх-лево)